# L'Entraîneur 3
L'Entraîneur 3 (Championship Manager 3) est un jeu vidéo de gestion sportive développé par Sports Interactive et édité par Eidos Interactive, sorti en 1999 sur Windows.

## Accueil
- Jeuxvideo.com : 15/20[1]
- PC Zone : 93 %[2]
- Power Unlimited : 9,3/10[3]